# داروهای ضدبارداری هورمونی
داروهای ضد بارداری هورمونی (انگلیسی: Hormonal contraception) به روش‌های پیشگیری از بارداری اشاره دارد که بر روی دستگاه درون‌ریز عمل می‌کنند.
روش هورمونی اصلی - قرص ضدبارداری - اولین بار به عنوان وسیله‌ای برای جلوگیری از بارداری در سال ۱۹۶۰ به بازار عرضه شد. در دهه‌های پس از آن، بسیاری از روش‌های دیگر نیز توسعه‌یافته‌اند.
پیش‌گیری از بارداری بسیار مؤثر است: زمانی که در برنامه پیش از پیش تعیین‌شده مصرف می‌شود، مصرف‌کنندگان هورمون استروئیدی، میزان بارداری کم‌تر از ۱ درصد در سال را تجربه می‌کنند. استفاده از نرخ بارداری برای اغلب ضد بارداری‌های هورمونی، معمولاً حدود ۰٫۳ درصد یا کم‌تر است. در حال حاضر، روش‌های موجود تنها می‌توانند توسط زنان مورد استفاده قرار گیرند.